# Ломская, Либуше
Либуше Ломская (до замужества — Гейслерова) (чеш. Libuše Lomská (Geislerová), 1 июля 1923[…], Оломоуц[…] — 2 ноября 2004, Балтимор, Мэриленд) — чехословацкая легкоатлетка, выступавшая в беге на короткие дистанции, барьерном беге и метании копья. Участница летних Олимпийских игр 1948 года.

## Биография
Либуше Ломская родилась 1 июля 1923 года в чехословацком городе Оломоуц (сейчас в Чехии).
Выступала в легкоатлетических соревнованиях за «Моравскую Славию» из Брно (1941—1943), «Жиденице» (1944—1947) и «Сокол» из Виноград (1948—1949). Трижды становилась чемпионкой протектората Богемии и Моравии: в 1943 году в беге на 80 метров с барьерами, в 1944 году — в той же дисциплине, а также в троеборье. В 1942 году была рекордсменкой протектората Богемии и Моравии в эстафете 200+100+100+200 метров (1 минута 22,8 секунды). В 1948 году выиграла чемпионат Чехословакии в беге на 80 метров с барьерами.
В 1948 году вошла в состав сборной Чехословакии на летних Олимпийских играх в Лондоне. В беге на 80 метров с барьерами в четвертьфинале заняла 2-е место с рекордом Чехословакии 11,8 секунды, в полуфинала стала 3-й (12,0), в финале заняла последнее, 6-е место (12,08), уступив 0,68 секунды завоевавшей золото Фанни Бланкерс-Кун из Нидерландов.
В 1949 году вместе с мужем эмигрировала в США.
Умерла 2 ноября 2004 года в американском городе Балтимор.

## Личные рекорды
- Бег на 100 метров — 12,9 (1944)[5]
- Бег на 200 метров — 27,4 (1944)[5]
- Бег на 80 метров с барьерами — 11,8 (3 августа 1948, Лондон)[5]
- Метание копья — 30,79 (1943)[5]

## Семья
Муж — М. Ю. Ломский, военный врач. Поженились в 1946 году.